# Halvdan (runristare)

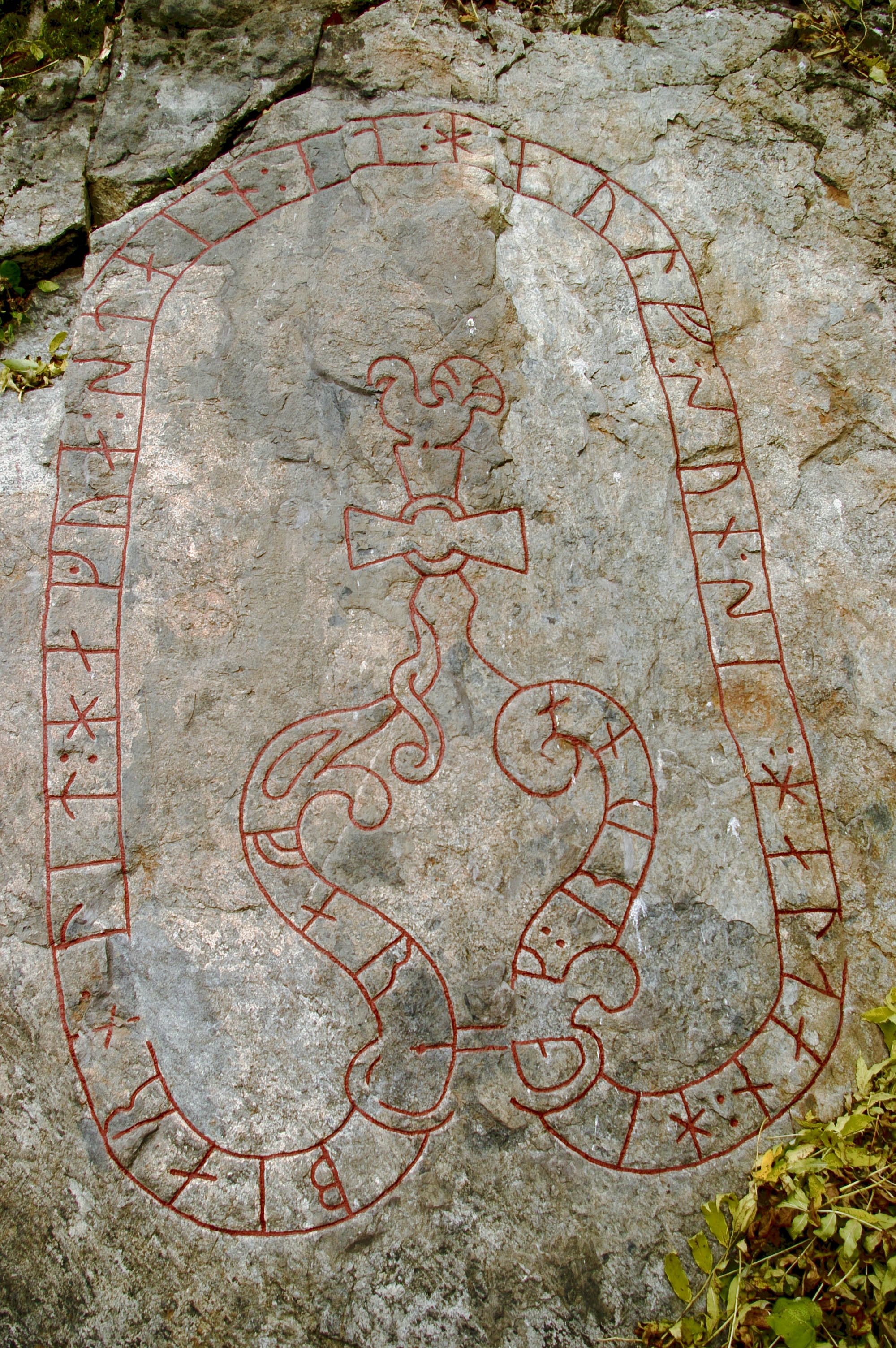
Runsten Sö 270 i Tyresta by, som Halvdan signerat.

Halvdan var verksam som runristare på Södertörn i Södermanland och dekorerade sina stenar i Urnes-stilen under 1000-talets andra hälft.
Halvdan har efterlämnat flera arbeten. Endast Tyrestahällen är signerad, men genom stil, ornamentik och ortografi har man kunnat fastställa honom som upphovsman till flera andra runstenar och runhällar. Ett par okontroversiella attribueringar är Runmarsvreten och Uringestenen.

## Signerade ristningar

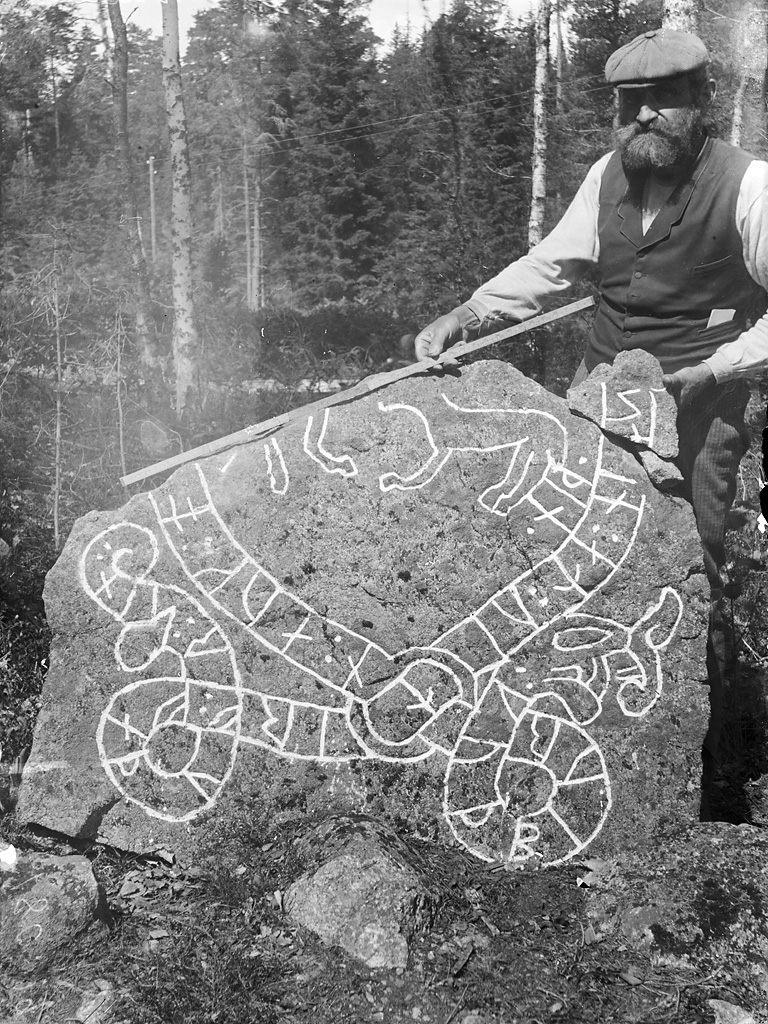
Runsten Sö 235 i Västerby på gränsen mellan Sorunda och Grödinge socknar på Södertörn, söder om Stockholm

- Sö 270 i Tyresta by, signerad  hal(t)an : hiak : runa [1]

## Attribuerade ristningar
Attribuerade: Runmarsvreten (Sö Sb1965;19), (Sö 235), (Sö 237), (Sö 239), (Sö 244), Sö 245, Sö 247 †, Sö 252, (Sö 256), Sö 262, (Sö 269), Sö 274, (Sö 290), Sö 292, Sö 297, Sö 298, Sö 301. 
Alla signum inom parentes kan ifrågasättas och borde granskas närmare, kanske de rent av kan tillskrivas någon annan ristare. Ormarna på dessa har aggressiva huvuden med tilltryckta nosar, medan de som man med säkerhet kan tillskriva Halvdan visar upp en annorlunda och vänligare profil. Korsen är däremot ganska lika vilket väcker frågan om Halvdan möjligen ändrat sin stil och haft två olika ristningsperioder.